# Eugène Abel François Caroillon de Vandeul
Pour les autres membres de la famille, voir Famille Caroillon.
Eugène Abel François Caroillon de Vandeul (14 janvier 1812, Paris - 26 mai 1870, Orquevaux), est un homme politique français.

## Biographie
Fils de Denis-Simon Caroillon de Vandeul, il entra dans la carrière administrative et fut auditeur au conseil d'État sous Louis-Philippe. Le 13 mai 1849, les conservateurs-monarchistes de la Haute-Marne l'envoyèrent siéger à l'Assemblée législative. Il prit place à droite et vota avec la majorité, pour l'expédition romaine, pour la loi Falloux-Parieu sur l'enseignement, pour la loi restrictive du suffrage universel. Il ne se rallia point à la politique particulière de l'Élysée, et ne fut pas réélu après le coup d'État.

## Sources
- « Eugène Abel François Caroillon de Vandeul », dans Adolphe Robert et Gaston Cougny, Dictionnaire des parlementaires français, Edgar Bourloton, 1889-1891 [détail de l’édition]